# Römisch-katholische Kirche in Litauen

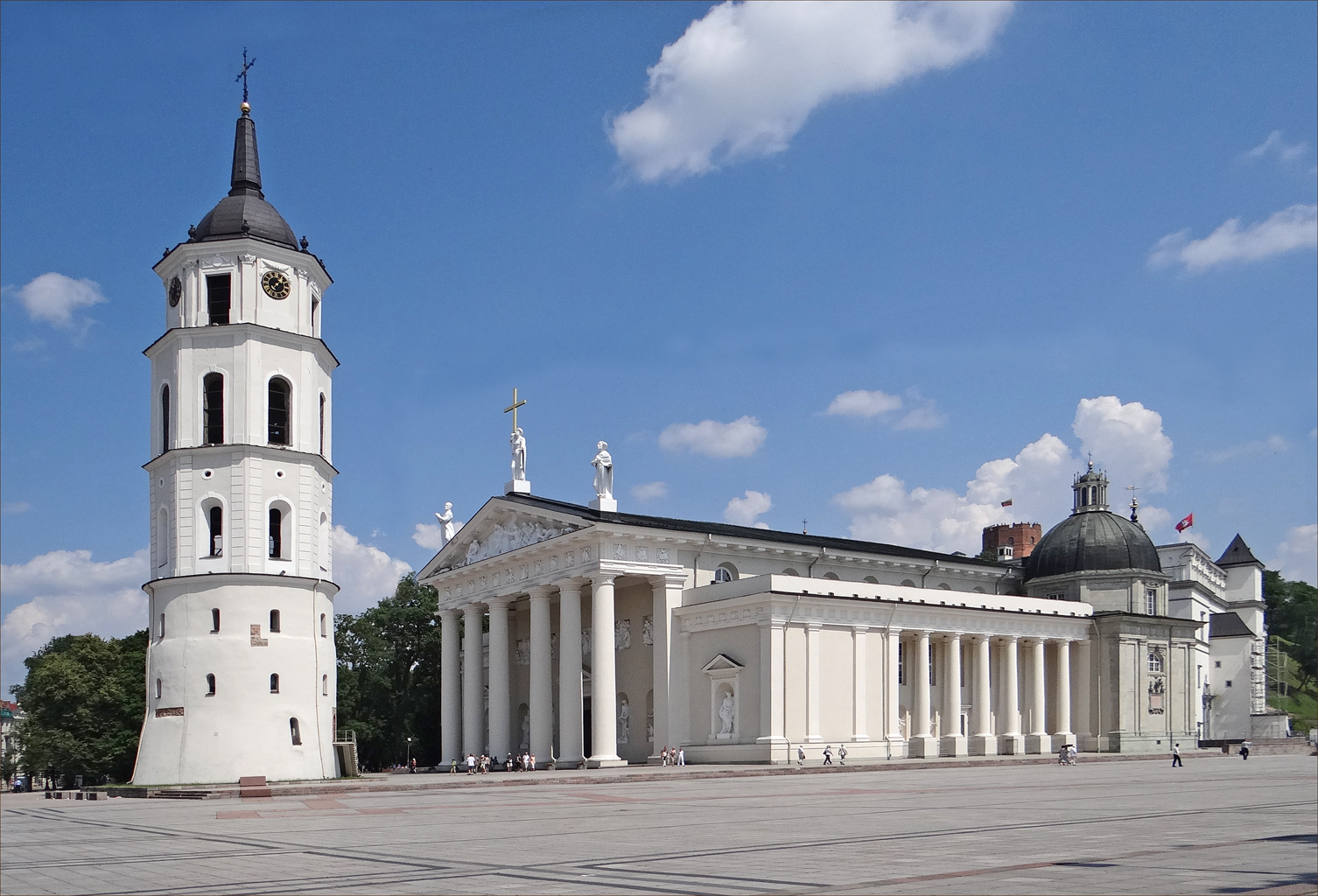
Kathedrale Sankt Stanislaus in der litauischen Hauptstadt Vilnius

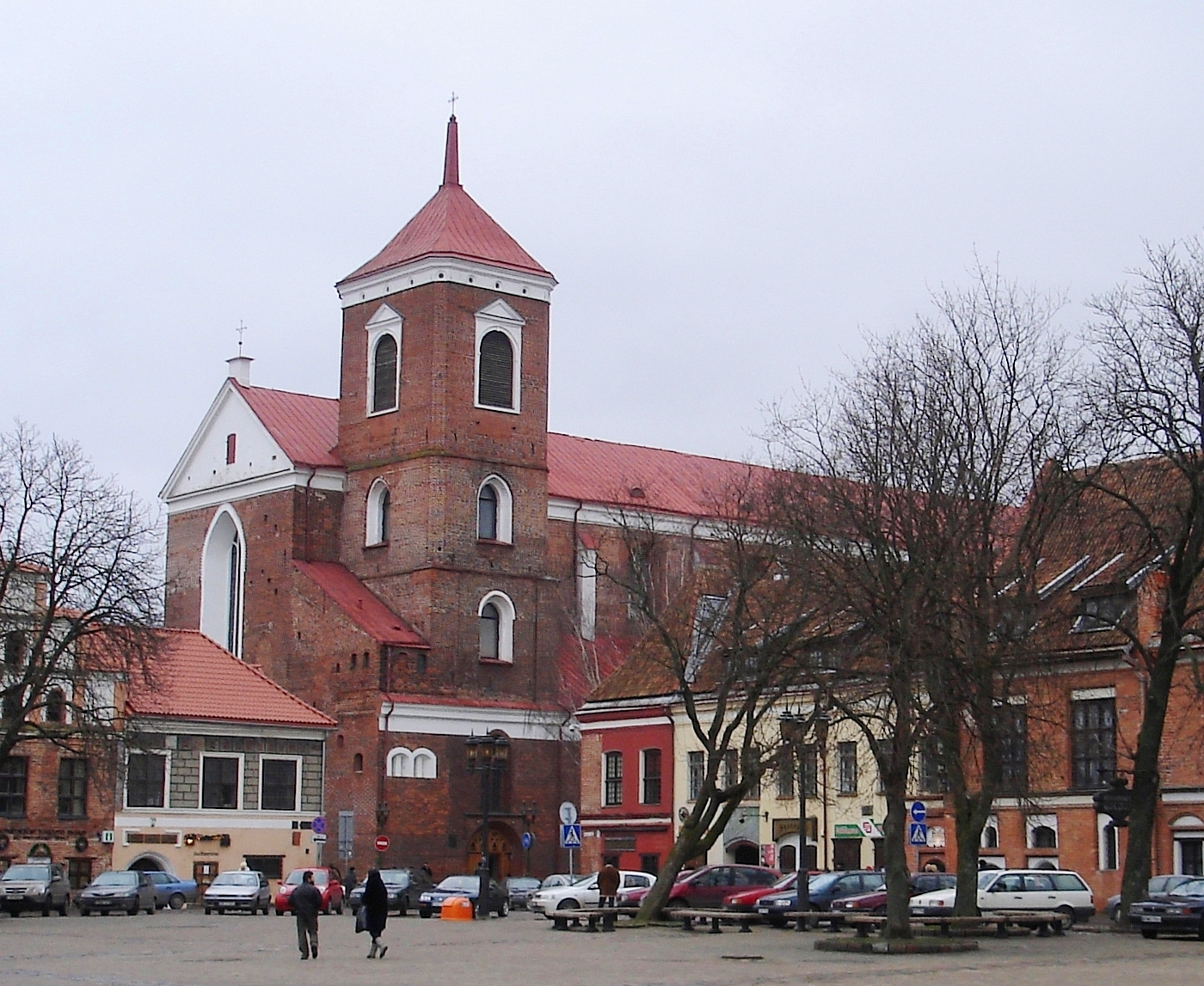
Kathedrale St. Peter und Paul in der zweitgrößten litauischen Stadt Kaunas, Erzbistum Kaunas

Die römisch-katholische Kirche in Litauen ist Teil der weltweiten römisch-katholischen Kirche.

## Geschichte
Der Großfürst Vytautas der Große von Litauen schuf zusammen mit seinem Vetter Jogaila, dem späteren König Władysław II. Jagiełło, die polnisch-litauische Union. 1387 wurde das Großfürstentum Litauen als letztes Land Europas in die römisch-katholische Kirche integriert. Im 19. Jahrhundert unter der russisch-zaristischen Verwaltung wurde der Einfluss der katholischen Kirche zu Gunsten der russisch-orthodoxen Kirche bekämpft.
Während der ersten Besetzung Litauens durch die Sowjetunion 1940/1941 und während der zweiten Besetzung durch die Sowjetunion von 1945 bis 1990 wurden Christen teils verfolgt, teils benachteiligt. Wer einen herausgehobenen Beruf ausübte (Lehrer, Ärzte und andere), dem drohte der Verlust seines Arbeitsplatzes, wenn er dabei ertappt wurde, einen Gottesdienst zu besuchen. Der Religionsunterricht war zwischen 1947 und 1988 verboten. Viele Bischöfe (unter anderem Julijonas Steponavičius), Priester (darunter Alfonsas Svarinskas), Ordensfrauen (darunter Felicija Nijolė Sadūnaitė) und Laien (darunter Viktoras Petkus) wurden verhaftet, deportiert und zur Zwangsarbeit verurteilt. Die vakanten Bistümer und Pfarreien durften nicht oder nur nach langen Jahren des Wartens wieder besetzt werden. Dennoch übernahm die katholische Kirche eine wichtige Rolle bei der Stützung der nationalen Identität der Litauer. Gegen Ende der Sowjetherrschaft gab es in den 1980er Jahren einerseits einzelne Erleichterungen (so gestatten die Behörden 1982 den langersehnten Druck des Messbuches in litauischer Sprache), andererseits neue Verfolgungswellen und Verhaftungen.
Von 1972 bis zur Wiedergewinnung der litauischen Unabhängigkeit 1990 dokumentierte die im Untergrund hergestellte und verbreitete Zeitschrift Chronik der litauischen katholischen Kirche die Kirchenverfolgung und die Menschenrechtsverletzungen nicht nur in Litauen, sondern in der Sowjetunion insgesamt.

## Organisation

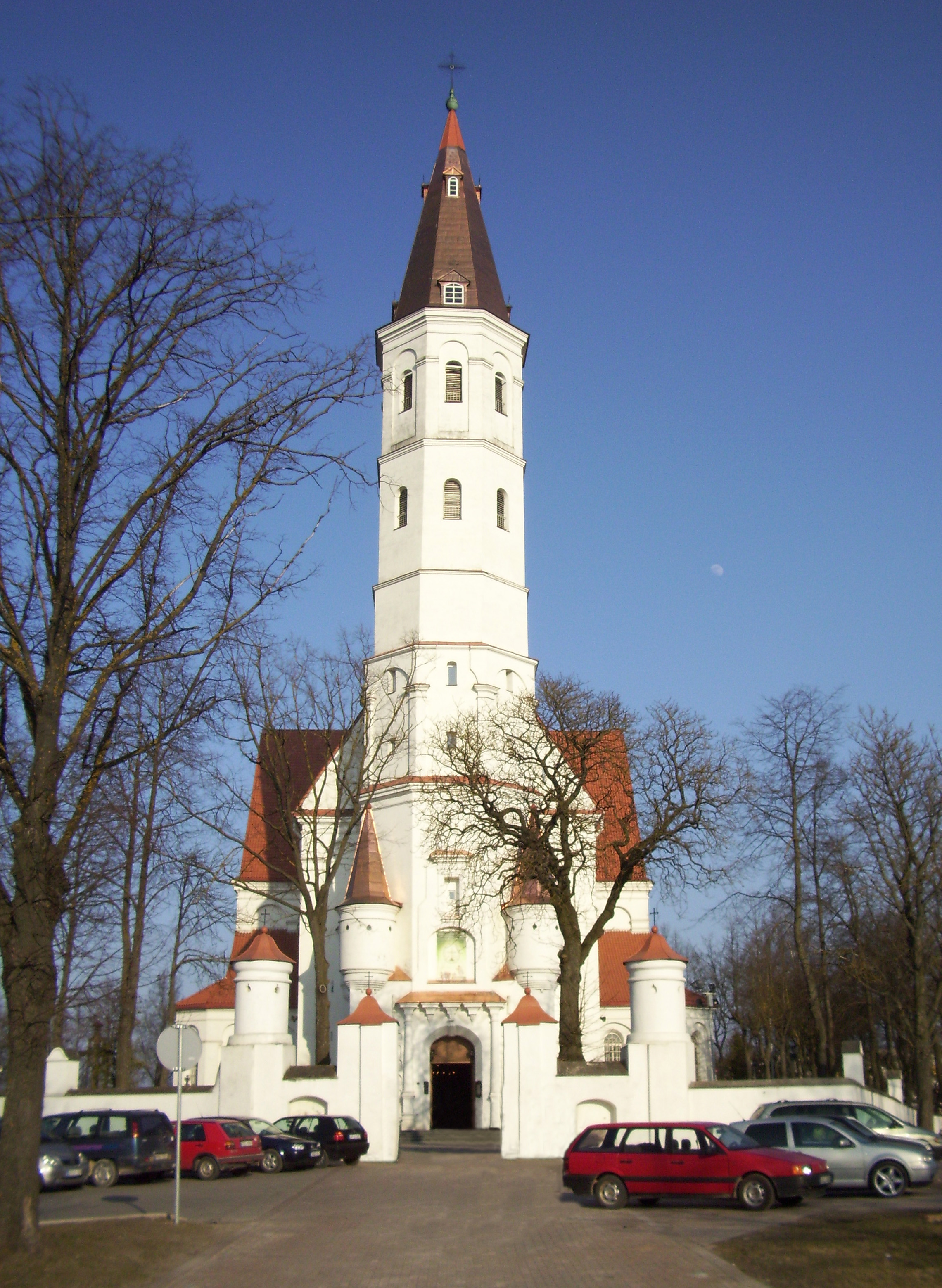
Kathedrale St. Peter und Paul in Šiauliai, Niederlitauen

Zur Römisch-katholischen Kirche in Litauen bekennen sich rund 2,8 Millionen Katholiken und damit etwa 80 Prozent der Gesamtbevölkerung.
Unter „Kirche Litauens“ versteht man hier die Kirche der Republik Litauen, welche organisiert ist als das Gebiet der Litauischen Bischofskonferenz. Das Zentralorgan der litauischen Bischöfe ist die Litauische Bischofskonferenz. Präsident der Bischofskonferenz ist Erzbischof Gintaras Linas Grušas, Erzbischof von Vilnius.
Am 31. Januar 1927 wurde durch Papst Pius XI. nach einem Delegat eine Internuntiatur eingerichtet. Am 9. Dezember 1928 erfolgte die Einsetzung eines Apostolischen Nuntius. Nuntius ist seit Juni 2024 Erzbischof Georg Gänswein. Umgekehrt besteht seit 1922 eine litauische Mission beim Heiligen Stuhl.
Papst Johannes Paul II. besuchte 1993 Litauen nach der Erklärung der Unabhängigkeit. Dieser Besuch wurde zu einem großen katholischen Fest und fand großes Medienecho.

## Metropolien und Bistümer
- Erzbistum Kaunas
  - Bistum Šiauliai
  - Bistum Telšiai
  - Bistum Vilkaviškis
- Erzbistum Vilnius
  - Bistum Kaišiadorys
  - Bistum Panevėžys
- Immediat:
  - Litauisches Militärordinariat

## Litauische Märtyrer
Am 7. Mai 2000 wurden durch Papst Johannes Paul II. diese Litauer in Rom als Märtyrer anerkannt:
- Benediktas Andriuška (1884–1951), Priester Jesuit, gestorben im Gefängnis in Sibirien;
- Baltramiejus Auglys (1869–1932), Kirchenwache, getötet in Russland;
- Petras Auglys (1861–1937), Priester, erschossen in Minsk im NKWD-Gefängnis;
- Jonas Burneika (1901–1956), Priester, gestorben im Gefängnis in Sibirien;
- Severinas Buteikis (1911–1942), Priester, gestorben wegen der Folterung 1941 im Gefängnis von Kaunas;
- Adelė Dirsytė (1909–1955), Lehrerin, getötet unterwegs nach Litauen aus dem Sowjetlager;
- Pranas Dovydaitis (1886–1942), Professor für Philosophie, gestorben im Gefängnis in Swerdlowsk;
- Virgilijus Jaugelis (1948–1980), Priester, bestraft für Glaubensverbreitung und im Pravieniškės Gefängnis gewesen;
- Petras Kairys (1884–1937), Organist, erschossen in Russland;
- Petras Paulaitis (1904–1986), Lehrer, wegen patriotischer und religiöser Tätigkeit verbrachte er 30 Jahre im Gefängnis;
- Elena Spirgevičiūtė (1924–1944), gestorben wegen der Keuschheitsverteidigung;
- Juozapas Usonis (1867–?), Priester, erschossen in Minsk;
- Boleslavas Vėgėlė (1880–1941), Priester, von NKWD getötet unweit von Skaruliai;
- Pranciškus Vitkevičius (1877–1941), Priester, von NKWD getötet unweit von Skaruliai.

## Kirchenbauten

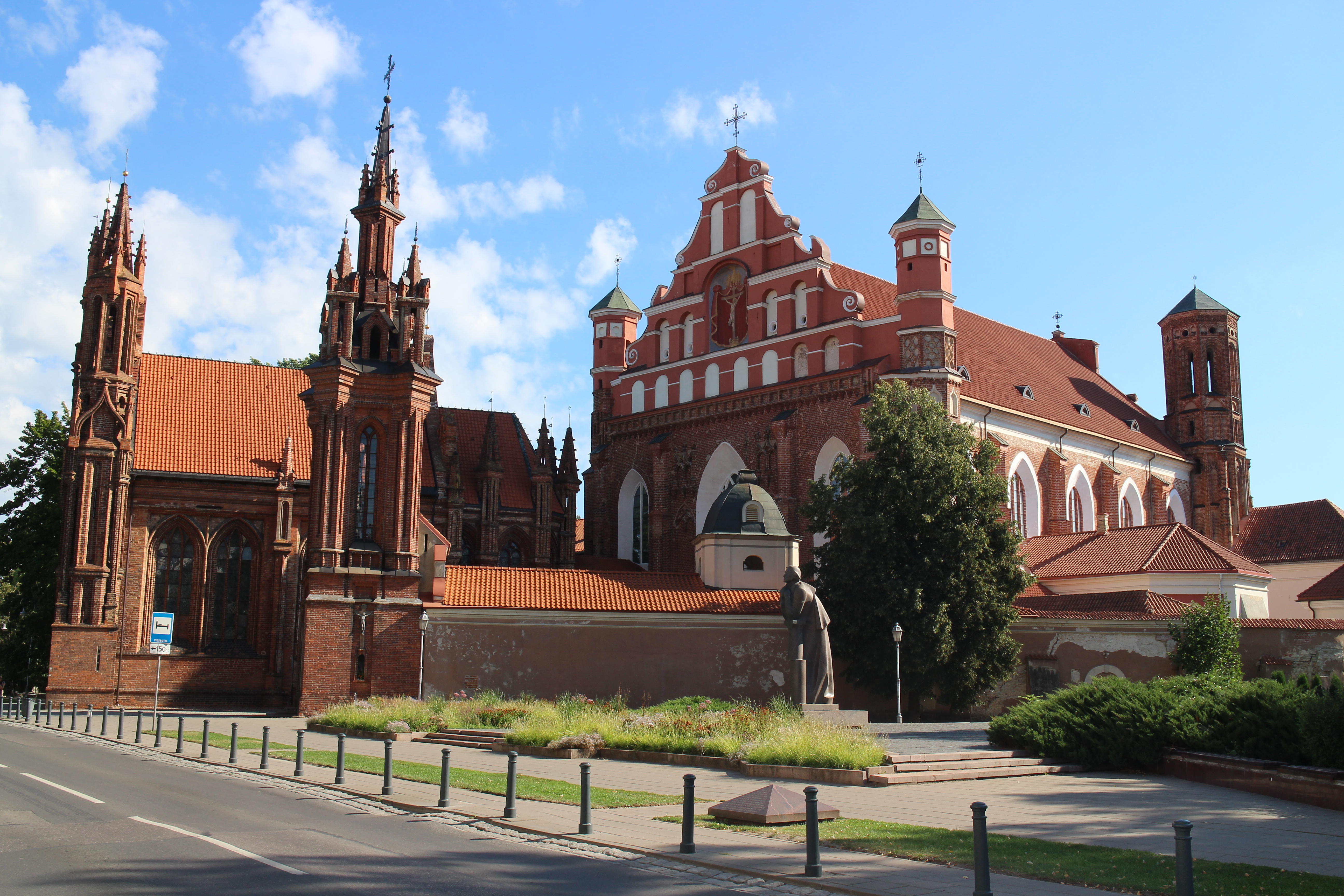
Kirche St. Annen (Šv. Onos) in Vilnius

2006 gab es in Litauen einige tausende katholische Kirchen, Tendenz leicht abnehmend. Auswahl kunsthistorisch besonders bedeutender Kirchen:
- Kathedrale St. Stanislaus (Šv. vyskupo Stanislovo ir Šv. Vladislovo arkikatedra bazilika), Vilnius (Klassizismus)
- Basilika der Apostel Peter und Paul (Šv. apaštalų Petro ir Povilo arkikatedra bazilika), Kaunas
- Kirche St. Anna (Šv. Onos), Vilnius (Gotik)
- Kirche St. Peter und Paul (Šv. apaštalų Petro ir Povilo bažnyčia), Vilnius (Barock)
- Kathedrale Verklärung Christi, Kaišiadorys
- Kathedrale Christkönig, Panevėžys